# 吹田市立高野台小学校
吹田市立高野台小学校（すいたしりつ たかのだいしょうがっこう）は、大阪府吹田市にある公立小学校。千里ニュータウン（吹田市域）で2番目の小学校として、1963年に開校した。

## 沿革
- 1963年4月1日 - 吹田市立高野台小学校として開校。
- 1964年2月25日 - 開校記念式典を実施。この日を創立記念日とする。
- 1970年4月1日 - 大阪府教育委員会より、音楽教育の研究校に指定される。（1971年度までの2年間）
- 1975年4月1日 - 養護学級を開設。
- 1995年4月1日 - ティーム・ティーチングを導入。

## 通学区域
- 吹田市 高野台1丁目-5丁目、津雲台1丁目。

通学区域内の全域が吹田市立高野台中学校の通学区域内にあたる。

## 交通
- 阪急千里線 南千里駅 北東へ約1km。
- 阪急バス 高野台小学校前バス停。